# Kiriłł Aloszyn
Kiriłł Pawłowicz Aloszyn, ros. Кирилл Павлович Алёшин (ur. 24 kwietnia 1997 w Omsku) – rosyjski łyżwiarz figurowy, startujący w parach tanecznych z Anastasiją Skopcową. Mistrz świata juniorów (2018), zwycięzca finału Junior Grand Prix (2018), zwycięzca zawodów z cyklu Challenger Series, medalista zawodów z cyklu Grand Prix oraz brązowy medalista mistrzostw Rosji (2021).

## Kariera
Sezon 2017/2018 para Skopcowa / Aloszyn rozpoczęła od drugiego miejsca w Junior Grand Prix w Mińsku 6,41 pkt za amerykańską parą Christina Carreira / Anthony Ponomarenko. Na JGP w Gdańsku wygrali z przewagą 16,93 pkt i zakwalifikowali się do finału Grand Prix w Nagoi. Wygrali tam oba segmenty z minimalną przewagą 1,85 pkt nad parą Carreira / Ponomarenko, i pobili swoje rekordy życiowe w tańcu krótkim (66,44 pkt) oraz nocie łącznej (155,15 pkt). W styczniu 2018 zostali mistrzami Rosji juniorów. Następnie zostali mistrzami świata juniorów 2018 z przewagą 7,47 pkt nad Amerykanami. Był to ostatni sezon juniorski dla pary Skopcowa / Aloszyn.

## Osiągnięcia

### Z Anastasiją Skopcową
| Zawody                                | 13–14          | 14–15          | 15–16          | 16–17          | 17–18          | 18–19          | 19–20          | 20–21          | 21–22          |                |                |                |                |                |                |                |                |
| Międzynarodowe                        | Międzynarodowe | Międzynarodowe | Międzynarodowe | Międzynarodowe | Międzynarodowe | Międzynarodowe | Międzynarodowe | Międzynarodowe | Międzynarodowe | Międzynarodowe | Międzynarodowe | Międzynarodowe | Międzynarodowe | Międzynarodowe | Międzynarodowe | Międzynarodowe | Międzynarodowe |
| ------------------------------------- | -------------- | -------------- | -------------- | -------------- | -------------- | -------------- | -------------- | -------------- | -------------- | -------------- | -------------- | -------------- | -------------- | -------------- | -------------- | -------------- | -------------- |
| GP Cup of China                       |                |                |                |                |                |                | 7              |                |                |                |                |                |                |                |                |                |                |
| GP NHK Trophy                         |                |                |                |                |                | 7              |                |                |                |                |                |                |                |                |                |                |                |
| GP Rostelecom Cup                     |                |                |                |                |                |                | 9              | 3              | 6              |                |                |                |                |                |                |                |                |
| GP Skate Canada International         |                |                |                |                |                | 10             |                |                |                |                |                |                |                |                |                |                |                |
| CS Memoriał Dienisa Tiena             |                |                |                |                |                |                |                |                | 1              |                |                |                |                |                |                |                |                |
| CS Tallinn Trophy                     |                |                |                |                |                | 2              |                |                |                |                |                |                |                |                |                |                |                |
| Międzynarodowe: Kategorie młodzieżowe |                |                |                |                |                |                |                |                |                |                |                |                |                |                |                |                |                |
| Mistrzostwa świata juniorów           |                |                |                | 5              | 1              |                |                |                |                |                |                |                |                |                |                |                |                |
| Zimowe igrzyska olimpijskie młodzieży |                |                | 3              |                |                |                |                |                |                |                |                |                |                |                |                |                |                |
| JGP Finał                             |                |                | 6              |                | 1              |                |                |                |                |                |                |                |                |                |                |                |                |
| JGP na Białorusi                      |                |                |                |                | 2              |                |                |                |                |                |                |                |                |                |                |                |                |
| JGP w Chorwacji                       |                |                | 2              |                |                |                |                |                |                |                |                |                |                |                |                |                |                |
| JGP w Estonii                         |                |                |                | 2              |                |                |                |                |                |                |                |                |                |                |                |                |                |
| JGP w Polsce                          |                |                | 3              |                | 1              |                |                |                |                |                |                |                |                |                |                |                |                |
| JGP w Słowenii                        |                |                |                | 3              |                |                |                |                |                |                |                |                |                |                |                |                |                |
| Tallinn Trophy                        |                |                |                | 1 J            | 1 J            |                |                |                |                |                |                |                |                |                |                |                |                |
| Volvo Open Cup                        |                | 4 J            |                |                |                |                |                |                |                |                |                |                |                |                |                |                |                |
| Krajowe                               |                |                |                |                |                |                |                |                |                |                |                |                |                |                |                |                |                |
| Mistrzostwa Rosji                     |                |                |                |                |                | 5              | 5              | 3              | 6              |                |                |                |                |                |                |                |                |
| Mistrzostwa Rosji juniorów            |                | 9 J            | 5 J            | 3 J            | 1 J            |                |                |                |                |                |                |                |                |                |                |                |                |
| Mistrzostwa Rosji młodzieży starszej  | 4              |                |                |                |                |                |                |                |                |                |                |                |                |                |                |                |                |
| Zawody zespołowe                      |                |                |                |                |                |                |                |                |                |                |                |                |                |                |                |                |                |
| Zimowe igrzyska olimpijskie młodzieży |                |                | 1 T 2 P        |                |                |                |                |                |                |                |                |                |                |                |                |                |                |